# 블라디미르 쾨펜
블라디미르 페터 쾨펜(독일어: Wladimir Peter Köppen, 러시아어: Влади́мир Петро́вич Кёппен 블라디미르 페트로비치 쿄펜[*], 1846년 9월 25일~1940년 6월 22일)은 러시아 태생 독일의 기상학자로 기후 구분으로 잘 알려져 있다.

## 생애
상트페테르부르크 출신이다.
전공은 식물학이었으나, 젊은 시절부터 기상학과 기후학에 관심이 많았으며, 1875년부터 독일해양기상대에서 44년간 일했다.
은퇴 이후 여러 저서를 집필했는데, 그 중에서 《지구의 기후(Die Klimate der Erde)》와 《지질 시대의 기후(Die Klimate der Geologischen Vorzeit)》가 잘 알려져 있다. 《지구의 기후》에서는 현재에도 세계의 기후 구분으로 이용되는 쾨펜의 기후 구분을 언급하였고, 《지질 시대의 기후》는 그의 사위이며 대륙 이동설을 주장한 알프레트 베게너와 함께 집필한 책이다.
또 그는 에스페란토 보급에 힘쓴 것으로도 잘 알려져 있다. 94세까지 장수하였고 오스트리아에서 여생을 마쳤다.